# Реновация
Ренова́ция (лат. renovatio — «обновление») — процесс улучшения, реконструкции, реставрации без разрушения целостности экосистемы инфраструктуры.
Обычно применяется по отношению к сфере строительства.

## Строительство
В промышленном строительстве — технико-экономический процесс замещения выбывающих из производства вследствие физического и морального износа машин, оборудования, инструмента новыми основными средствами за счёт средств амортизационного фонда, как один из процессов комплексной реконструкции промышленных объектов.
В гражданском строительстве — инновационный процесс в сфере основного капитала, при котором изменяется функциональное назначение объектов реконструкции.
По итогам международных конференций, симпозиумов, семинаров, проводимых Комитетом европейской экономической комиссии по жилищным вопросам, строительству и градостроительству ООН, установлено, что наиболее общей является тенденция максимального сохранения существующих зданий, причём не только архитектурных и исторических памятников, но и зданий рядовой застройки, возведённых в традиционной манере и являющихся важными элементами городской среды.
При комплексной реконструкции исторической городской среды необходимо рассматривать её как инновационный процесс, включающий:
- реновацию — инновационный процесс в сфере основного капитала, при котором изменяется функциональное назначение объектов реконструкции;
- техническое перевооружение — локальную разновидность инновационного процесса реконструкции, которую осуществляют путём замены части процессов, осуществляемых в рамках отдельного объекта реконструкции;
- комплексную автоматизацию — локальную разновидность инновационного процесса, основанную на системотехническом применении новейших средств автоматизации и принципов развития «интеллектуальных» зданий;
- реконструкцию близлежащих объектов к каждому из объектов реконструкции.

За рубежом наибольший опыт реконструкции жилых зданий накоплен в Германии (на территории бывшей ГДР). Работы с самого начала не ограничивались ремонтом и реконструкцией отдельных зданий или даже отдельных групп зданий, а охватывали целые районы старой застройки.

### В России
- Программа реновации жилья в Москве (2017)
- Программа сноса пятиэтажек в Москве (1999)

По мнению многих исследований распространение программы реновации (в том виде, которую она приобрела в Москве) — преждевременно. Однако, после основательного пересмотра - реновация в рамках Российской Федерации значительно адаптировалась и вобрала лишь немногие элементы, сохранив единый подход.
18 сентября 2018 в депутатами Государственной думы — С. Мироновым и Г. Хованской в думу был внесен Проект Закона № 550294-7 «О реновации жилого фонда в Российской федерации» который на 8 октября на Совете Думы был рассмотрен. Проект Закона отнесен к реконструкции или сносу аварийного жилья не подлежащих капитальному ремонту пока не принят. Между тем субъектам РФ предоставляется право создать фонд содействия реновации жилищного фонда для реализации программы реновации жилищного фонда.
В 2017 и 2019 годах в Самарской области, обсуждалась реновация с использованием «Самарского фонда жилья и ипотеки» (СОФЖИ) который был созданный Правительством Самарской области в 1999 году, на который также возложена обязанность по реновации исторической части города Самары. В ноябре 2018 года Самарская Губернская дума VI созыва не поддержала федеральный законопроект предложенный Справедливой Россией, для применения его в регионе, предусматривающий снос Хрущёвок в регионе и обновление жилого фонда. Дума Тольятти от 26.12.2018 № Д-261 по представлению Администрации г.о.Тольятти по разработке проекта программы реновации жилого фонда на территории городского округа Тольятти, указала на отсутствие принятого федерального или регионального Закона о реновации.
В апреле 2019 года Законодательное собрание Санкт-Петербурга внесла в Государственную думу Проект федерального закона № 689840-7 «О реновации жилищного фонда в Российской Федерации». Однако Госдума отклонила законопроект. В октябре Заксобрание Санкт-Петербурга повторно направила в Госдуму Проект федерального закона о реновации для всей России.
В июне 2020 году по инициативе председателя Совета Федерации В.И.Матвиенко было предложено распространить реновацию по всей стране. В сентябре 2020 года сенаторами Н.А.Журавлёвым, О.В.Мельниченко, А.А.Шевченко был внесён в Государственную Думу, Проект закона № 1023225-7 «О внесении изменений в Градостроительный кодекс Российской Федерации и отдельные законодательные акты Российской Федерации» — с целью проведения всероссийской реновации и обновление ветхого и аварийного жилого фонда, перечень которых утверждается органами субъекта при согласии 2/3 собственников квартир в многоквартирного дома. 30 декабря 2020 законопроект подписан Президентом России и вступил в силу.
По требованию Федерального закона от 30.12.2020 N 494-ФЗ «О внесении изменений в Градостроительный кодекс Российской Федерации и отдельные законодательные акты Российской Федерации в целях обеспечения комплексного развития территорий» (ранее — Проект закона № 1023225-7) градостроительный кодекс был дополнен Главой 10,  распространив реновацию на все субъекты Российской Федерации.

### В ЕС
В странах членах ЕС с бывшими коммунистическими плановыми экономиками, где присутствует типовая многоквартирная застройка коммунистического периода, под реновацией понимается не её снос, а именно её реновация, путем полной замены внутренних коммуникаций, заменой крыш, и утепления фасадов для увеличения энергоэффективности зданий.

Улица Кескузе, Таллин Эстония.
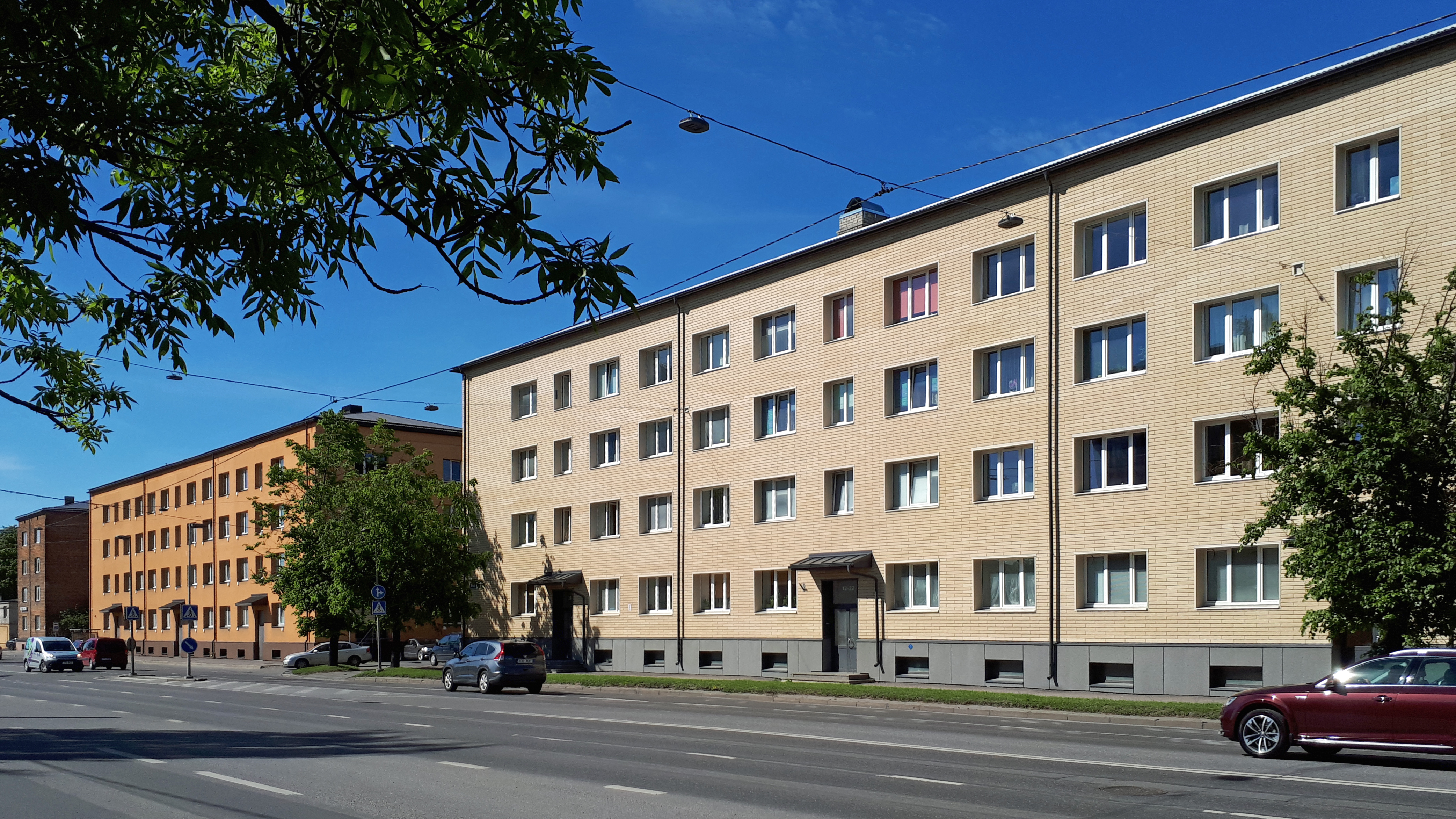
Конец улицы Эндла, Таллин, Эстония
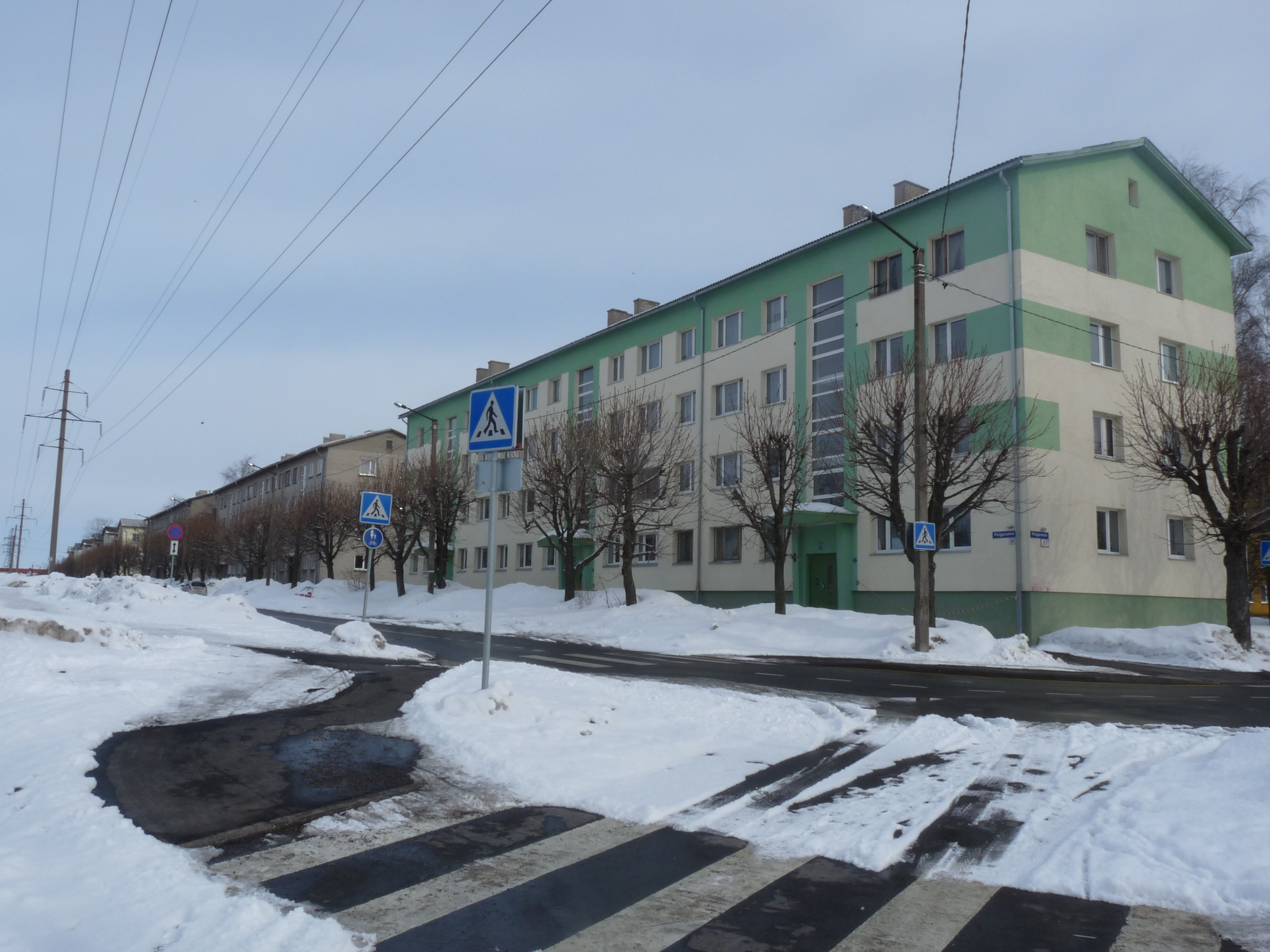
Таллин, Эстония.
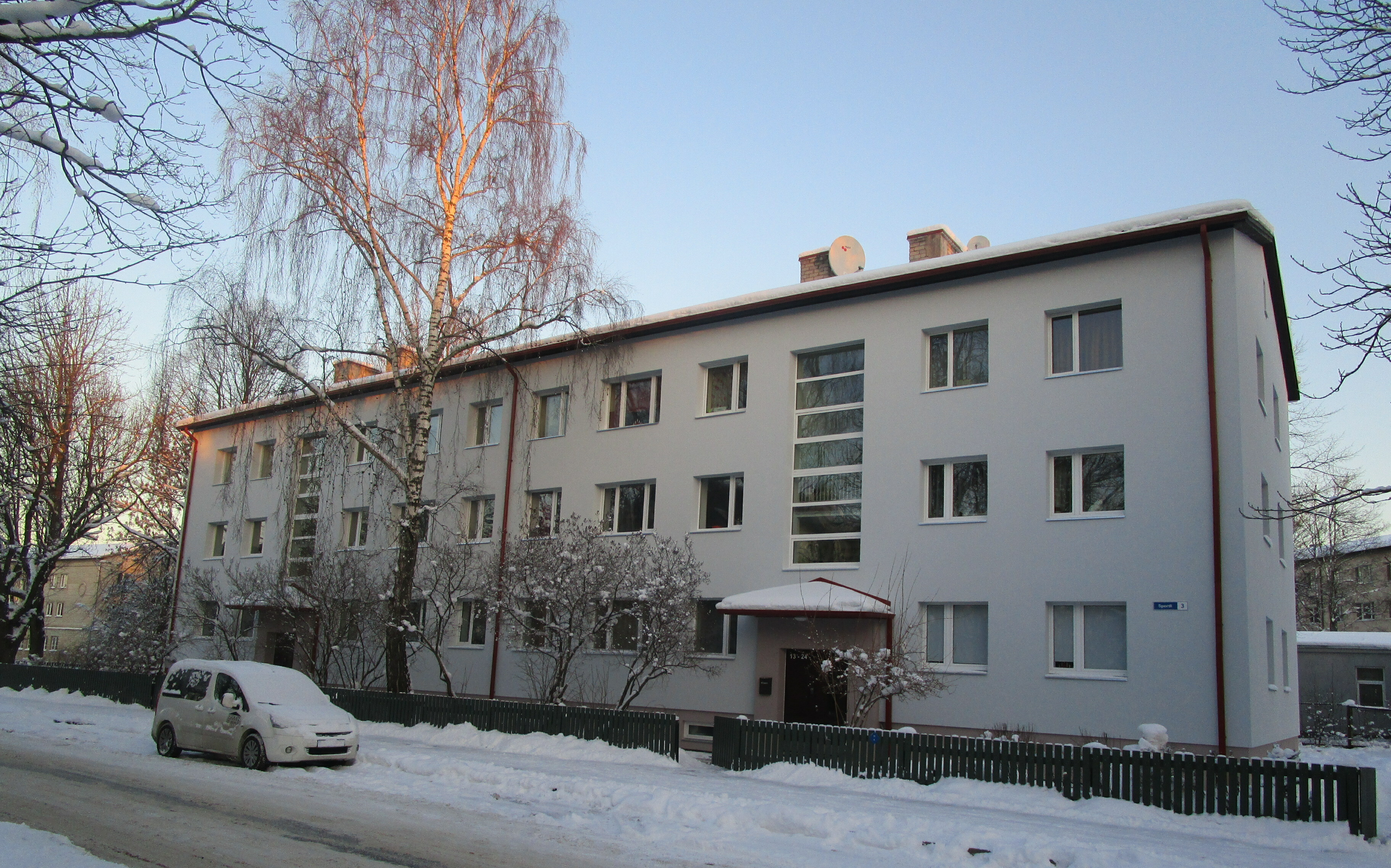
Таллин, Эстония.
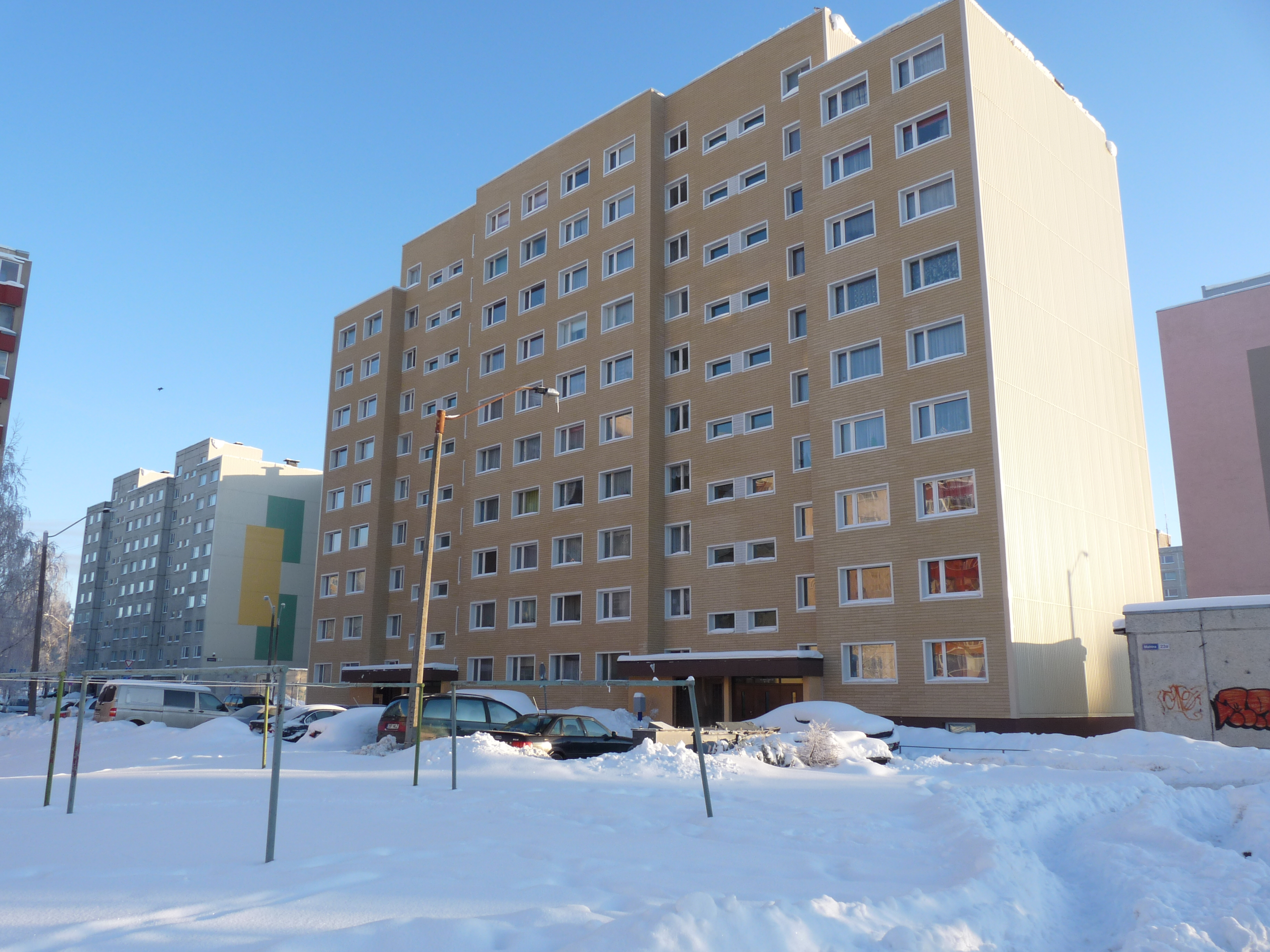
Таллин, Эстония.
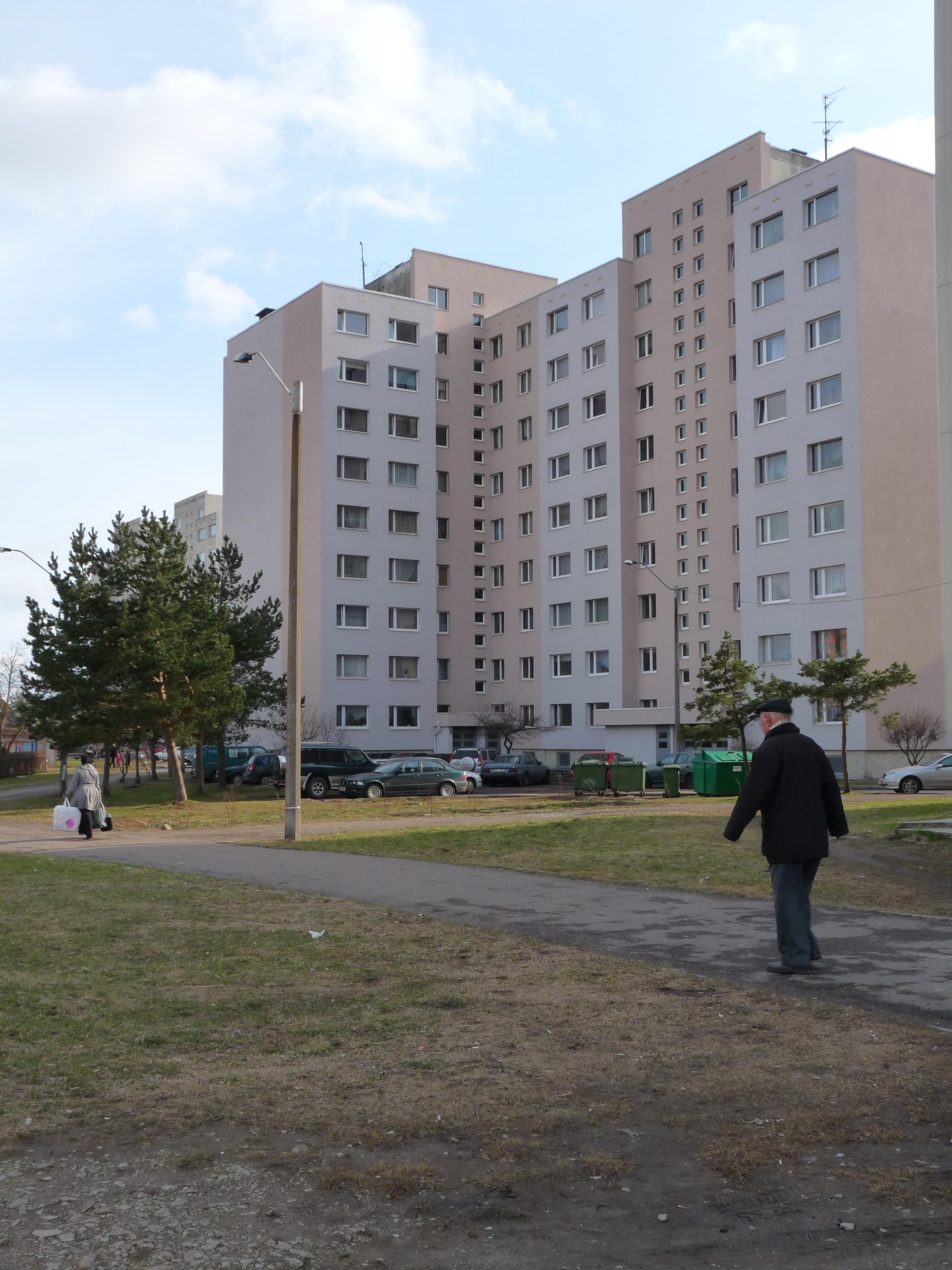
Таллин, Эстония.
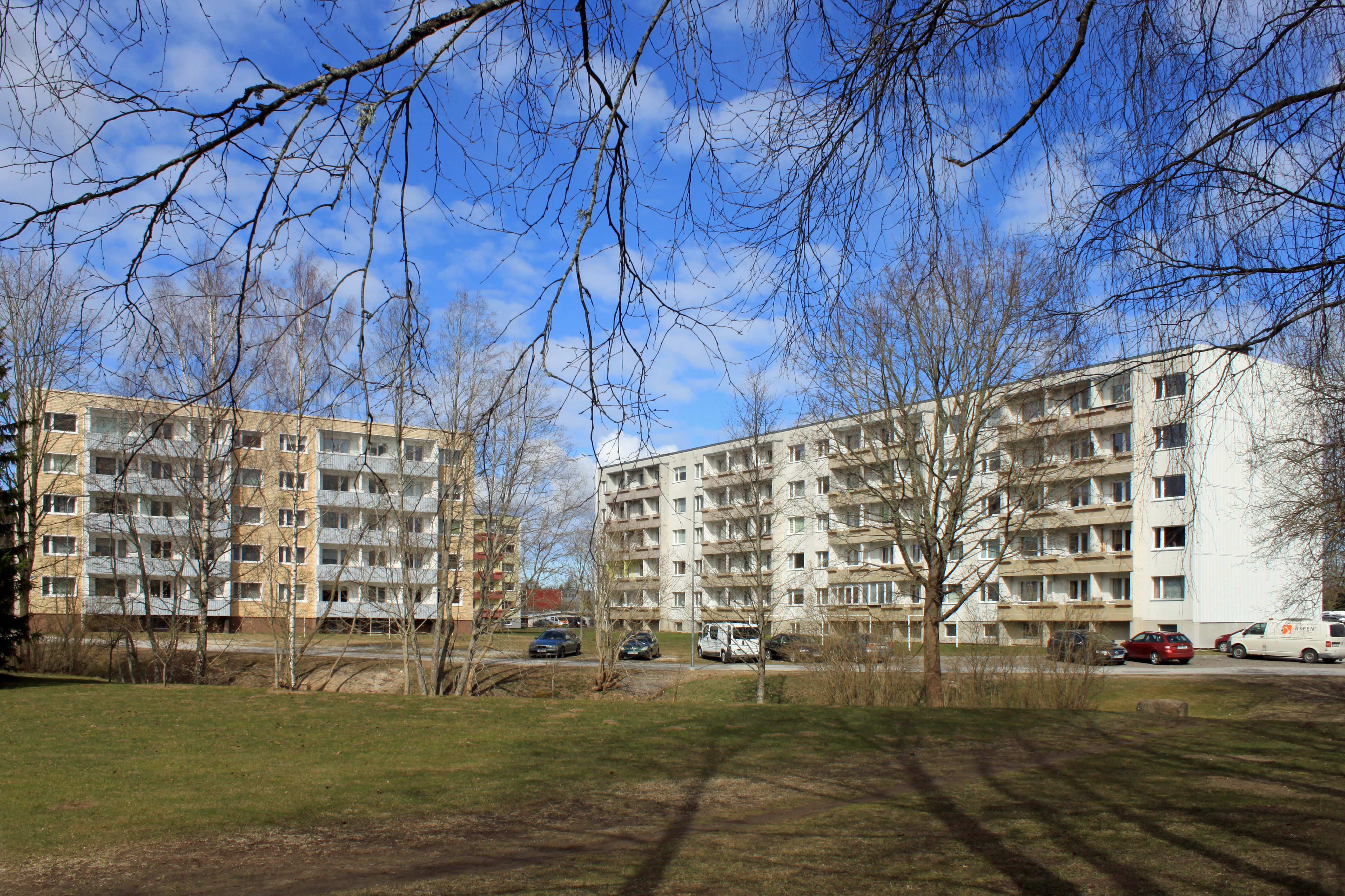
Жилые дома в посёлке Кохила, Эстония.
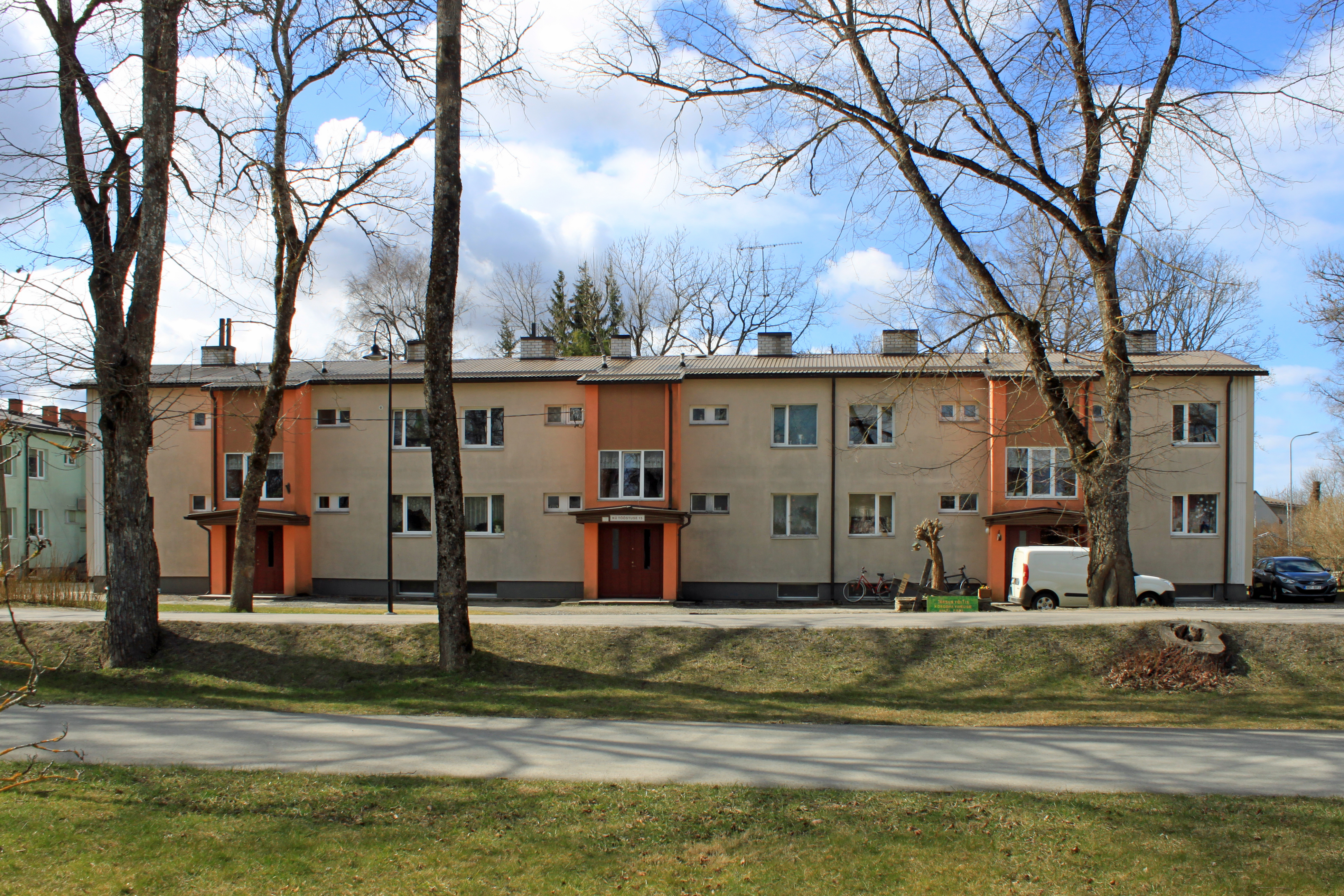
Жилой дом на улице Тёэстузе в посёлке Кохила, Эстония.
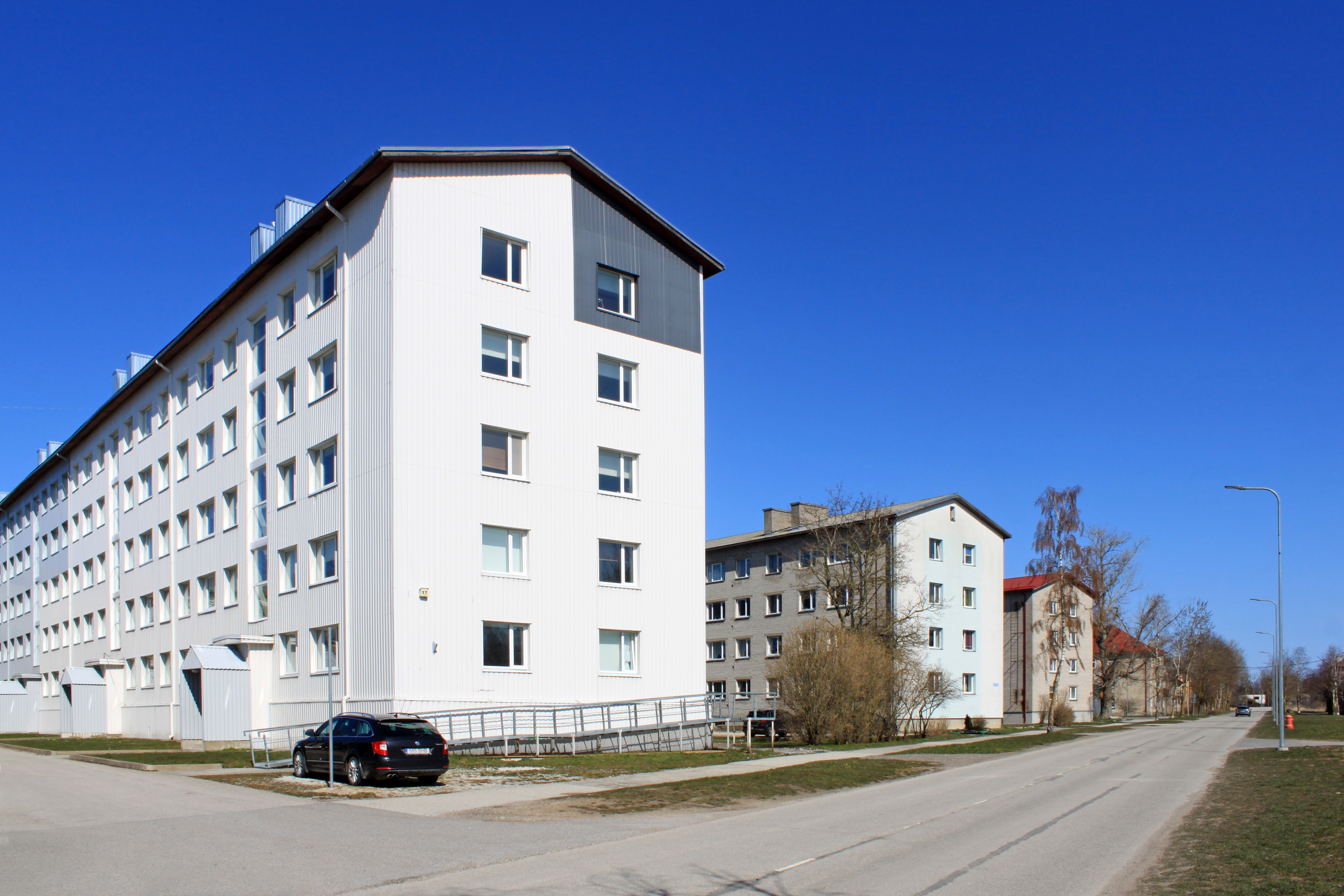
Улица Садама, Палдиски, Эстония.
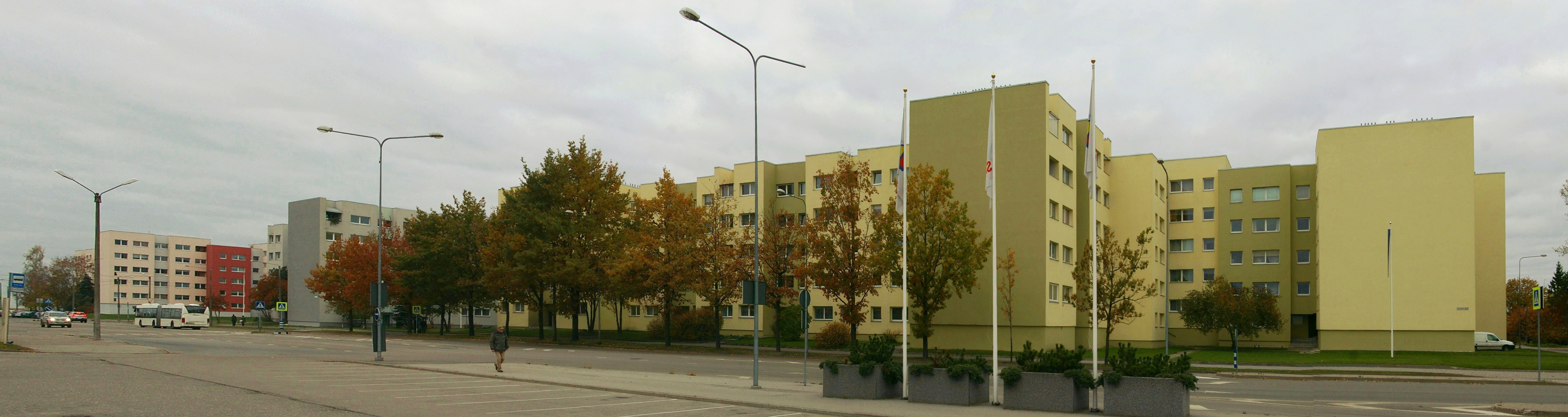
Пярну, Эстония.
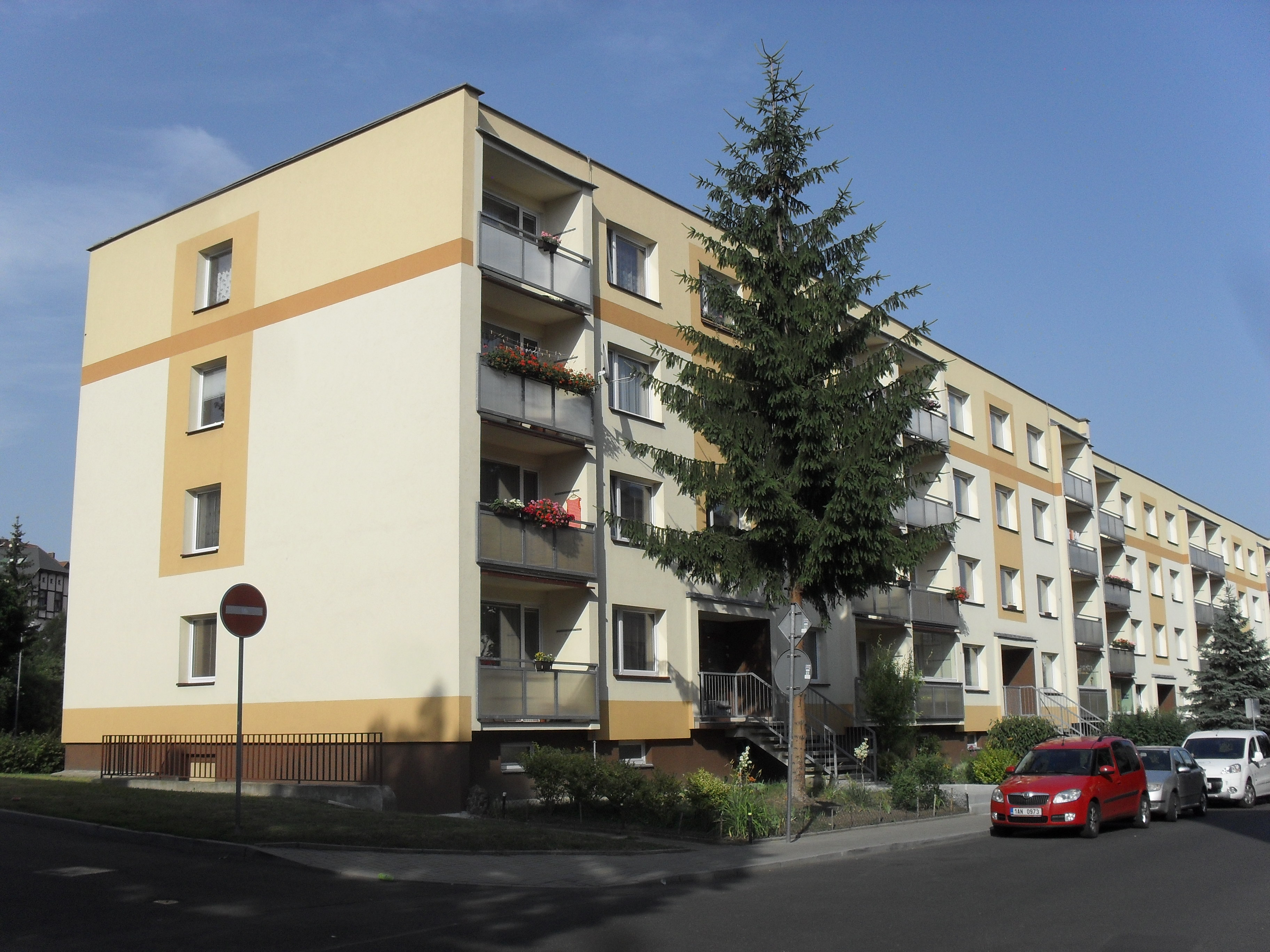
Прага, Чехия.
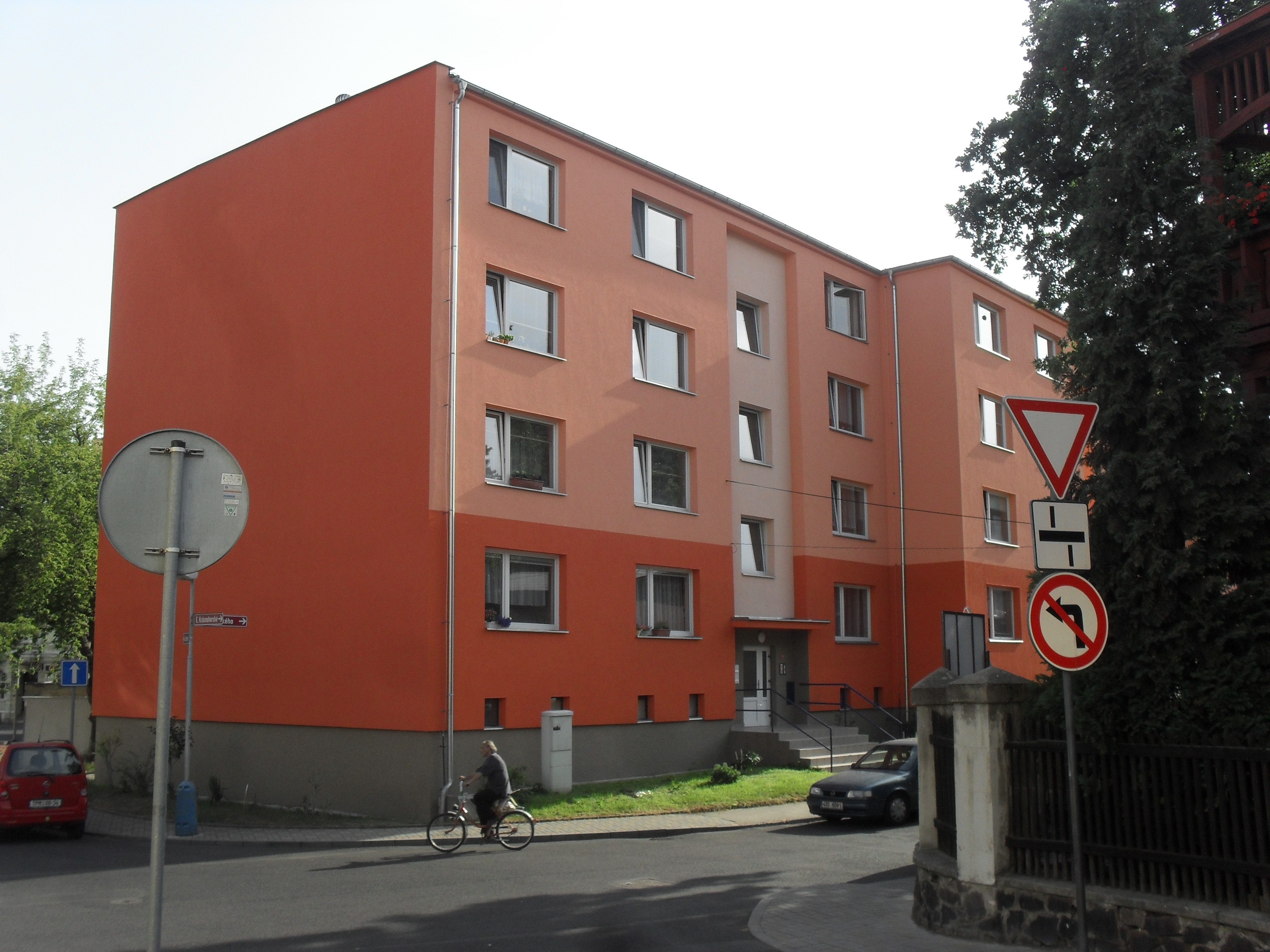
Прага, Чехия.

## Машиностроение
В машиностроении реновация — восстановление эксплуатационных свойств отдельных деталей и узлов в целом до уровня новых изделий, с целью их повторного использования.